# Knut Fleckenstein
Knut Fleckenstein (ur. 20 grudnia 1953 w Bad Nauheim) – niemiecki polityk i działacz społeczny, poseł do Parlamentu Europejskiego VII i VIII kadencji.

## Życiorys
Maturę zdał w Hamburgu, po czym uzyskał specjalizację na pracownika bankowego. Początkowo zatrudniony w niemieckim oddziale spółki BP od 1984 pełnił obowiązki rzecznika prasowego oraz szefa kancelarii II wiceburmistrza Hamburga Alfonsa Pawelczyka. Prowadził również dział współpracy rozwojowej i spraw europejskich w kancelarii Senatu miasta Hamburg. Od 1989 do 1991 zatrudniony jako rzecznik prasowy i szef protokołu Urzędu Miasta. W latach 1991–1994 zasiadał w zarządzie przedsiębiorstwa komunikacyjnego HANSETRANS.
Od 1994 jest szefem Samarytańskiego Związku Robotniczego w Hamburgu (niem. Arbeiter-Samariter-Bund), który zajmuje się opieką nad osobami starszymi, zbiedniałymi i upośledzonymi oraz pomocą zagraniczną.
W 1974 wstąpił do Socjaldemokratycznej Partii Niemiec. Od 1984 do 1994 zasiadał w zarządzie powiatowym Hamburg-Wandsbek. W latach 1994–1995 był przewodniczącym zgromadzenia okręgowego SPD w Wandsbek. Od 1994 (z przerwą w okresie 2004–2007) zasiada w zarządzie krajowym SPD, gdzie odpowiada za sprawy kulturalne oraz europejskie. W 2008 znalazł się w sztabie wyborczym kandydata SPD na nadburmistrza Hamburga Michaela Naumanna odpowiadając za sprawy społeczne i opiekę zdrowotną.
Został również przewodniczącym rady nadzorczej Teatru im. Ernsta Deutscha w Hamburgu oraz członkiem zarządu Federalnego Forum Kulturalnego Socjaldemokracji.
W 2009 uzyskał mandat posła do Parlamentu Europejskiego VII kadencji. W 2014 z powodzeniem ubiegał się o europarlamentarną reelekcję.